# عرصة مولاي عبد السلام
عرصة مولاي عبد السلام هي حديقةٌ ثقافية وتاريخية تقع في وسط مدينة مراكش في المغرب تبعد مئات الامتار عن ساحة جامع الفنا،.بمساحة ثمانية هكتارات. وهي مليئة بالنباتات المتنوعة وأشجارٌ عمرها مئة عام. تُعد أول حديقة متصلة كليًا بشبكة الإنترنت عالي الصبيب في المغرب. وتعد من أقدم الحدائق في المدينة، حيث تعود جذورها إلى القرن الثامن عشر، وقد أعيد تأهيلها وتحديثها عام 2005 بمبادرة من مؤسسة محمد السادس لحماية البيئة وبتعاون مع شركة اتصالات المغرب.

## التاريخ
أسست عرصة مولاي عبد السلام في عهد السلطان سيدي محمد بن عبد الله (1720 - 1790)، وقد كانت في الأصل حديقة ملكية أُهديت إلى ابنه الأمير مولاي عبد السلام بمناسبة زفافه. كان الأمير شخصية بارزة في عصره، حيث كان دبلوماسيًا، شاعرًا، وكاتبًا ومستشارًا للسلطان. شهدت الحديقة خلال تاريخها الطويل العديد من التحولات، بما في ذلك إضافة جناح جديد إبان فترة الحماية الفرنسية في عشرينيات القرن العشرين.

## التهيئة الحديثة[4]
عرفت الحديقة مشروعًا شاملاً لإعادة التأهيل انطلق عام 2005 واستمر 17 شهرًا، وشمل عمليات التشجير، إعادة تهيئة الممرات، بناء مدرج في الهواء الطلق، وتركيب بنى تحتية رقمية حديثة. وفي 2016، خضعت لتحديثات إضافية شملت الجوانب البيئية والتكنولوجية.

## المكونات

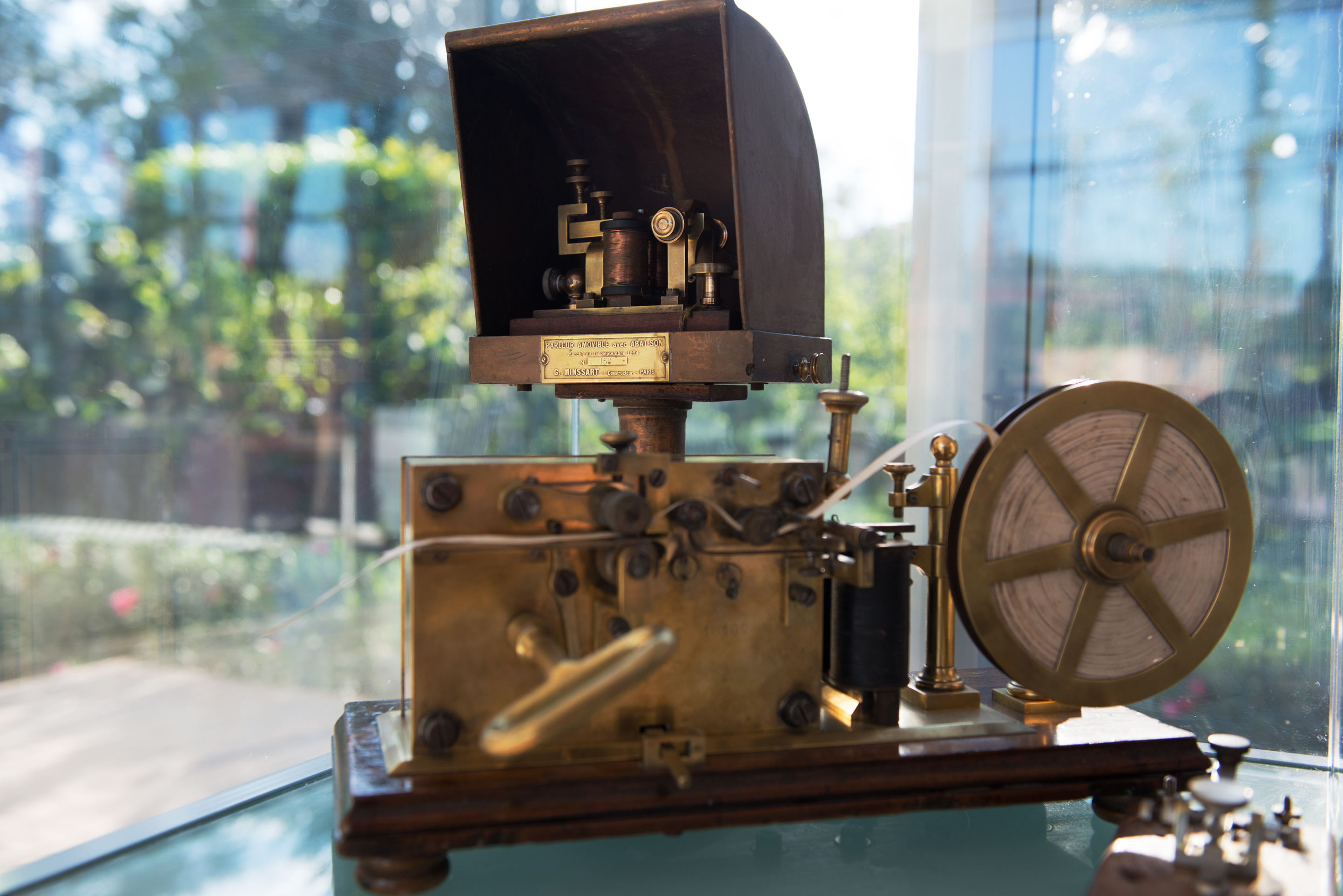

### المتحف الوطني للاتصالات
يقع متحف الاتصالات عند المدخل الرئيسي للحديقة، ويضم معروضات توثق تطور الاتصالات في المغرب والعالم، من خلال أجهزة نادرة، صور أرشيفية، شروحات سمعية وبصرية، وشاشات تفاعلية.

### المدرج الثقافي
تتوفر الحديقة على مدرج مفتوح يتسع لأكثر من 200 شخص، ويستخدم لتنظيم الفعاليات الفنية والثقافية على مدار السنة، مع مراعاة شروط ولوج ذوي الاحتياجات الخاصة.

### الساحة والاستراحة

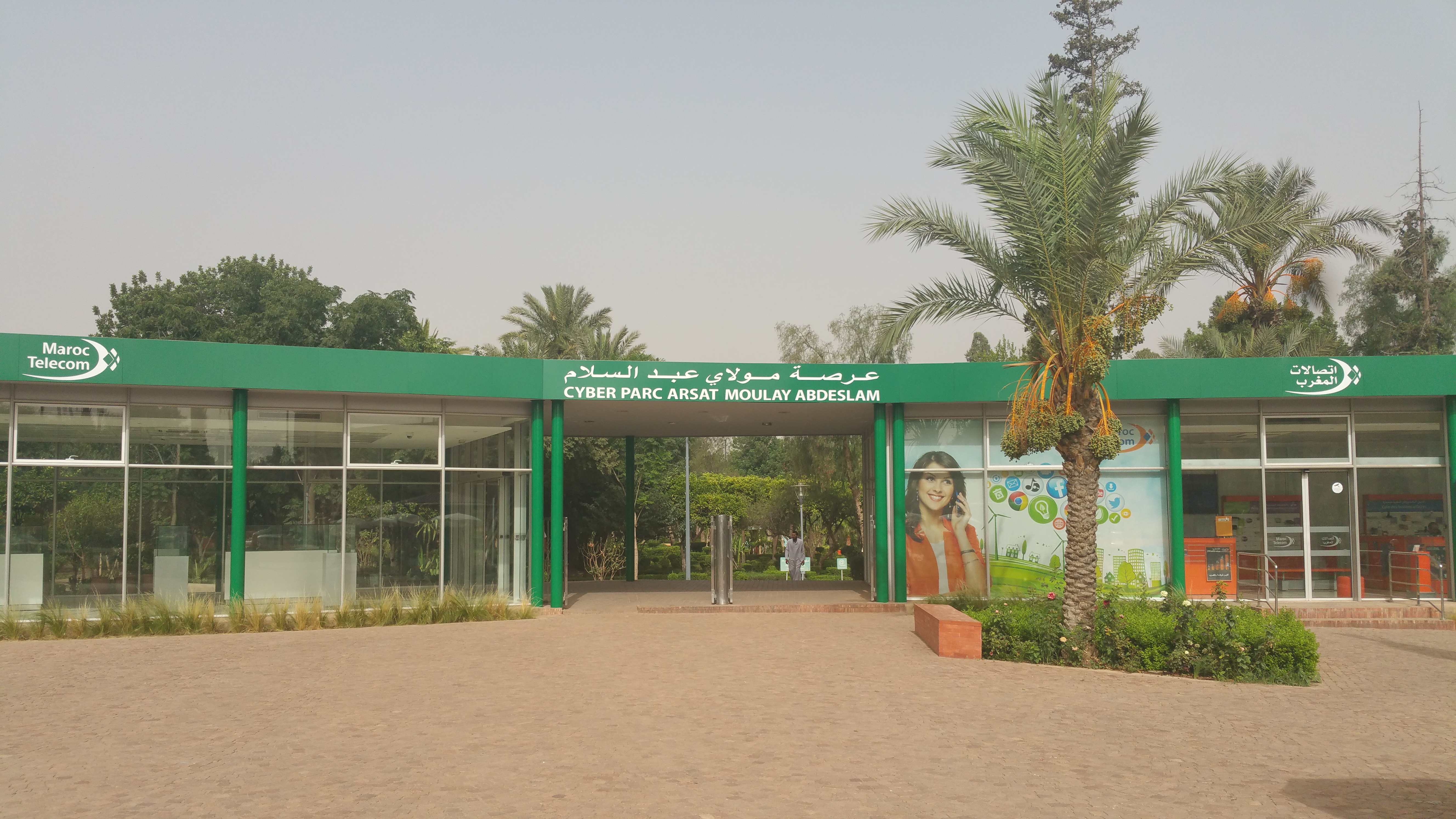

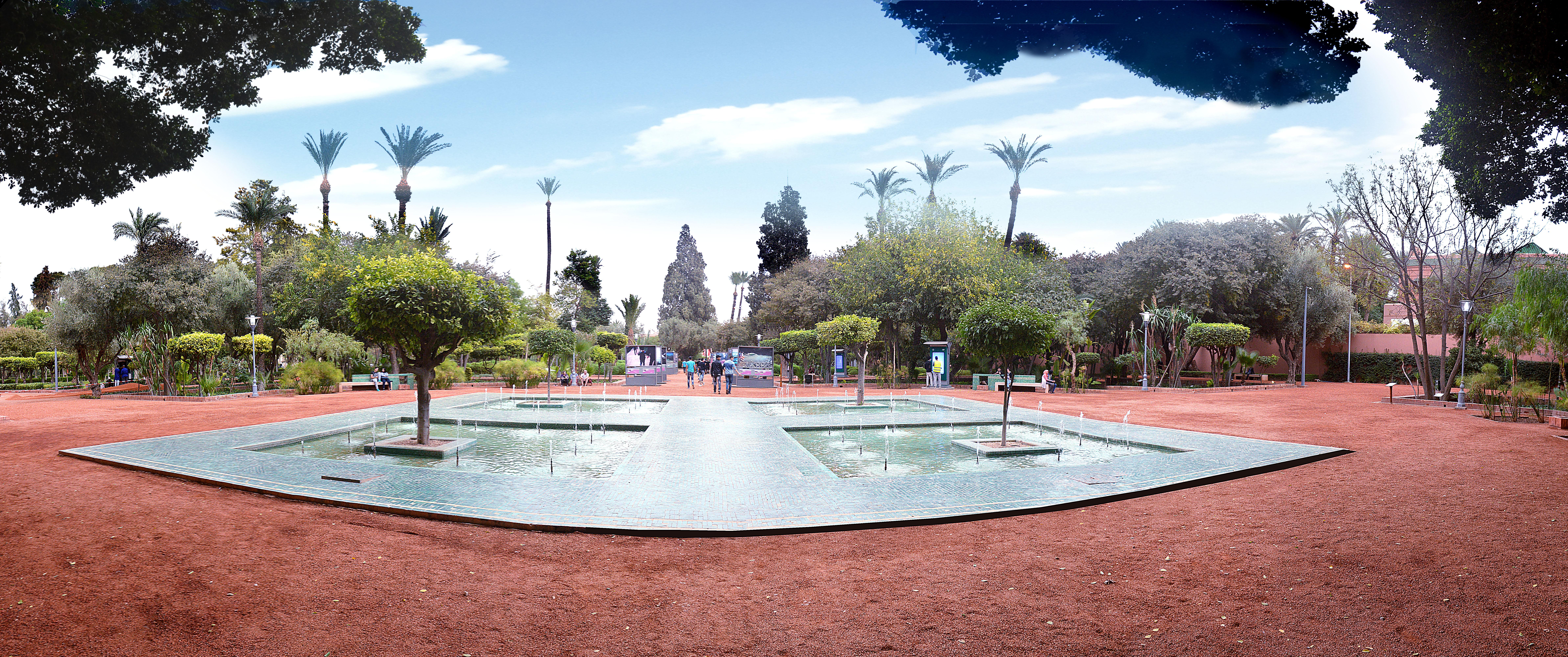

تضم الحديقة ساحة رئيسية تحتوي على مقاعد، أحواض زرع، ونخيل مزخرف. كما توجد منطقة مخصصة للقراءة في الهواء الطلق مغطاة بشوادر للظل.

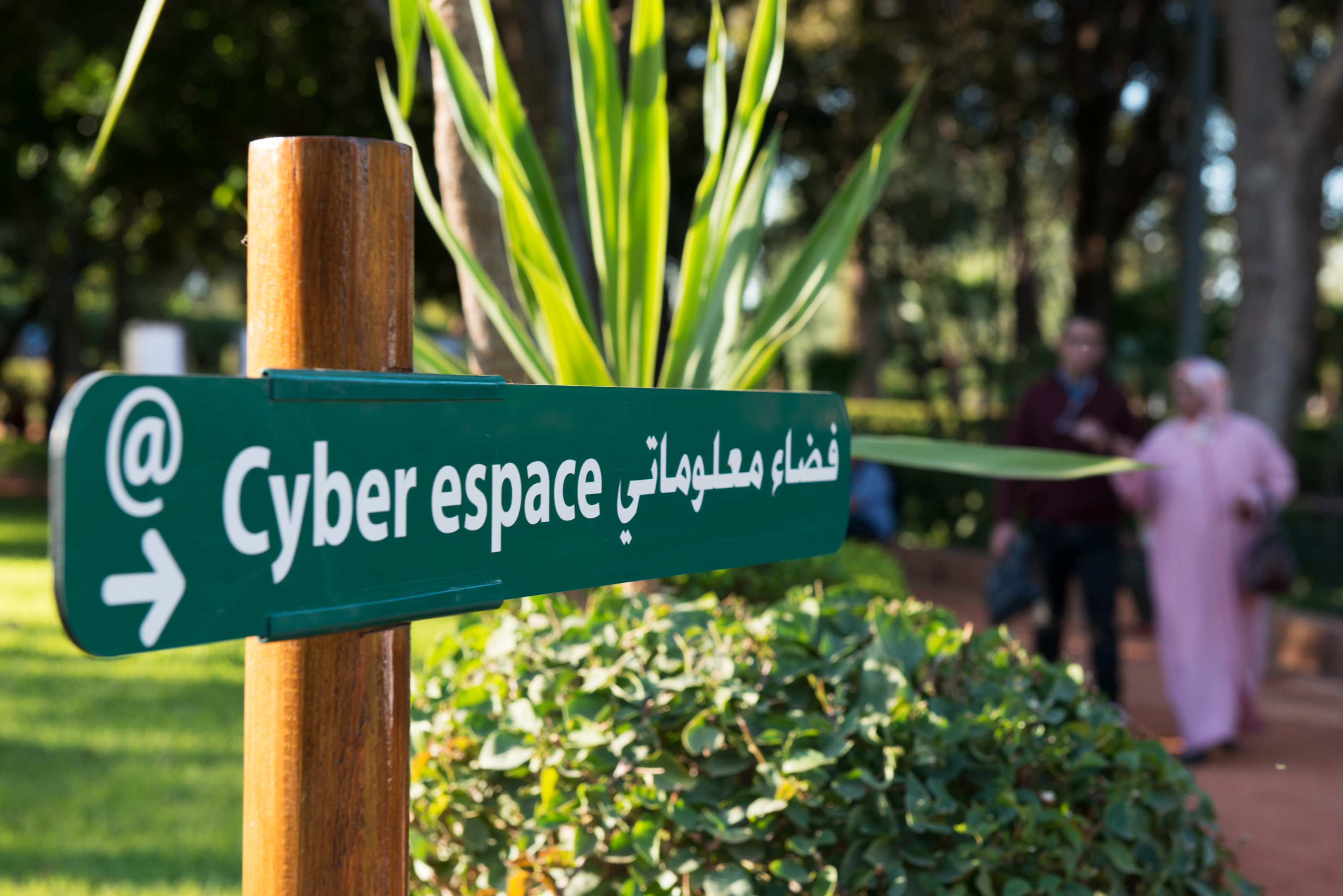

### الإنترنت والتفاعل الرقمي
تُعرف الحديقة باسم "الحديقة السيبرانية" بفضل بنيتها التحتية الرقمية المتقدمة، إذ تتوفر على:
- شبكة واي فاي مجانية عالية السرعة تغطي كافة أرجاء الحديقة (20 نقطة بث).
- 11 جهاز تفاعلي (توتيم) مزود باتصال بالألياف البصرية، تعرض محتوى تفاعليًا حول السياحة، البيئة، والتنمية المستدامة.[7]
- ثلاث هوائيات بث متنكرة في شكل نخيل وأعمدة إنارة لضمان تغطية جيل ثان (شبكات اتصال) و3G و4G.

## البعد البيئي

### التنوع النباتي
تشمل الحديقة ما يزيد عن 13,000 شجيرة و225 شجرة جديدة. ومن بين أبرز الأنواع:
- Laurier rose – 1175
- نخيل – 535
- بغدادي – 500
- زيتون – 459

### تقنيات مستدامة
- تركيب نظام ري بالتنقيط لتقليل استهلاك المياه، مع الاحتفاظ بنظام السقاية التقليدي للعرض التربوي.
- إنشاء ثلاث حاويات كمبوست لتدوير النفايات النباتية، بهدف التوعية البيئية.
- استخدام الطاقة الشمسية لتشغيل تجهيزات الحديقة (قدرة إجمالية 50 كيلوواط).
- تحديث الإنارة بالكامل إلى مصابيح LED عالية الكفاءة، مع تركيب أكثر من 300 وحدة إنارة.[8]

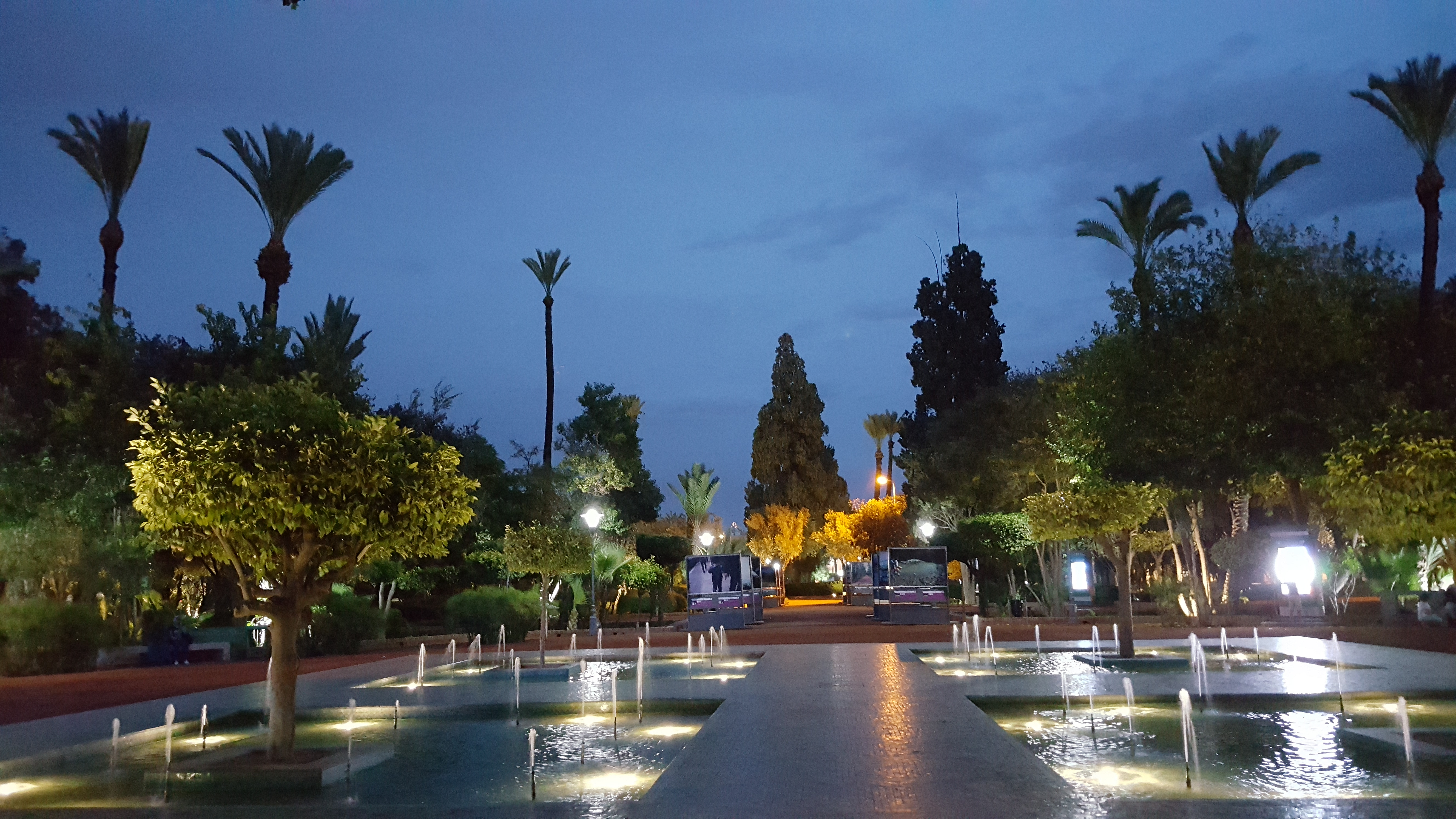

## الأنشطة الثقافية
تستضيف الحديقة على مدار السنة فعاليات متعددة تشمل:
- عروض موسيقية ومسرحية
- أمسيات شعرية وفنية
- برامج توعوية بيئية للأطفال
- زيارات مدرسية تربوية

## تسميات وتكريمات
في عام 2016، حصلت الحديقة على شهادة التميز من TripAdvisor للعام الثالث على التوالي، تقديرًا لجودة خدماتها وتجربتها السياحية والثقافية المتميزة.

## وصلات خارجية
- وزارة السياحة والصناعة التقليديةوالاقتصاد الاجتماعي و التضامني
- المكتب الوطني المغربي للسياحة
- موقع جغرافية المغرب
- موقع زوروا المغرب
- المغرب

- مؤسسة محمد السادس لحماية البيئة
- صفحة الحديقة على Tripadvisor